# U potrazi za Rakošijem
U potrazi za Rakošijem je epizoda Zagora objavljena u br. 149. u izdanju Veselog četvrtka. Na kioscima u Srbiji se pojavila 4. jula 2019. Koštala je 270 din. (2,27 €; 2,65 $) Imala je 94 strane.

## Originalna epizoda
Originalna epizoda pod nazivom In cerca di Rakosi objavljena je premijerno u br. 617. regularne edicije Zagora u izdanju Bonelija u Italiji 2. decembra 2016. Epizodu je nacrtao Rafaele dela Monika, a scenario napisao Jakopo Rauk. Naslovnicu je nacrtao Alessandro Piccinelli. Koštala je 3,9 €.

## Ponovo pojavljivanje vampira
Grofica Varga se pojavljuje po četvrti put. Ranije se pojavljivala u epizodama Tajna Fride Lang (VČOP-17), Crni brod (VČOP-24), Vampirica Ylenia (Zagor VČ57-59). Grof Rakoši se pojavljuje takođe po četvrti put. radi se o epiozdama Zagor protiv vampira (Veseli četvrtak Odabrane priče-3), Povratak vampira (VČOP-7; ZS611-613), Tajna Fride Lang (VČOP-17).

## Prethodna i naredna epizoda
Prethodna epizoda nosila je naslov Vampiri! (#148), a naredna Husari smrti (#150).